# Renato Cestiè
Renato Cestiè, né à Rome le 11 janvier 1963, est un acteur de cinéma italien.

## Biographie
Renato Cestiè est l' enfant star des années 1970 en Italie qui n'a que 8 ans quand Mario Bava lui a demandé de jouer dans le film Reazione a catena. Son travail le plus connu est L'ultima neve di primavera.
Ses rôles se cantonnent à l'enfant délaissé qui meurt de maladie à la fin du film. En dépit de thèmes sombres, ses films sont couronnées de succès et donnent naissance à de nombreuses imitations. Plusieurs films de Cestiè sont devenus populaires au Royaume-Uni, où ils ont été distribués par GTO Films.
Dans sa carrière d'adulte, il a surtout travaillé pour la télévision. Après un rôle sur la sitcom I ragazzi della 3ª C de Claudio Risi, il se retire du cinéma en 1994 et ouvre une salle de sport.

## Filmographie partielle
- 1971 : La Baie sanglante (Reazione a catena) de Mario Bava
- 1972 : Saint Michel avait un coq (San Michele aveva un gallo) des Frères Taviani
- 1972 : Amigo, mon colt a deux mots à te dire (Si può fare... Amigo) de Maurizio Lucidi
- 1972 : Le Diable dans la tête (Il diavolo nel cervello) de Sergio Sollima
- 1972 : Trinita tire et dit amen (Così sia)' d'Alfio Caltabiano
- 1973 : Les Dernières Neiges de printemps (L'ultima neve di primavera) de Raimondo Del Balzo
- 1973 : Torso (I corpi presentano tracce di violenza carnale) de Sergio Martino
- 1974 : Le Retour de Croc-Blanc (Il ritorno di Zanna Bianca) de Lucio Fulci
- 1975 : Trinita, nous voilà ! (Noi non siamo angeli) de Gianfranco Parolini
- 1975 : Bill Cormack le fédéré (Giubbe rosse) de Joe D'Amato
- 1978 : Nero veneziano d'Ugo Liberatore
- 1983 : La Traviata de Franco Zeffirelli
- 1988 : Miss Arizona de Pál Sándor
- 1992 : In camera mia de Luciano Martino
- 1994 : La primavera negli occhi d'Angela Buffone et Cristina Costantini